# Municipalité du district d'Ukmergė
La municipalité du district d'Ukmergė (en lituanien : Ukmergės rajono savivaldybė) est l'une des 60 municipalités de Lituanie. Son chef-lieu est Ukmergė.

## Seniūnijos de la municipalité du district d'Ukmergė
- Deltuvos seniūnija (Deltuva)
- Lyduokių seniūnija (Lyduokiai)
- Pabaisko seniūnija (Pabaiskas)
- Pivonijos seniūnija (Ukmergė)
- Siesikų seniūnija (Siesikai)
- Šešuolių seniūnija (Liaušiai)
- Taujėnų seniūnija (Taujėnai)
- Ukmergės miesto seniūnija (Ukmergė)
- Veprių seniūnija (Vepriai)
- Vidiškių seniūnija (Vidiškiai)
- Želvos seniūnija (Želva)
- Žemaitkiemio seniūnija (Žemaitkiemis)

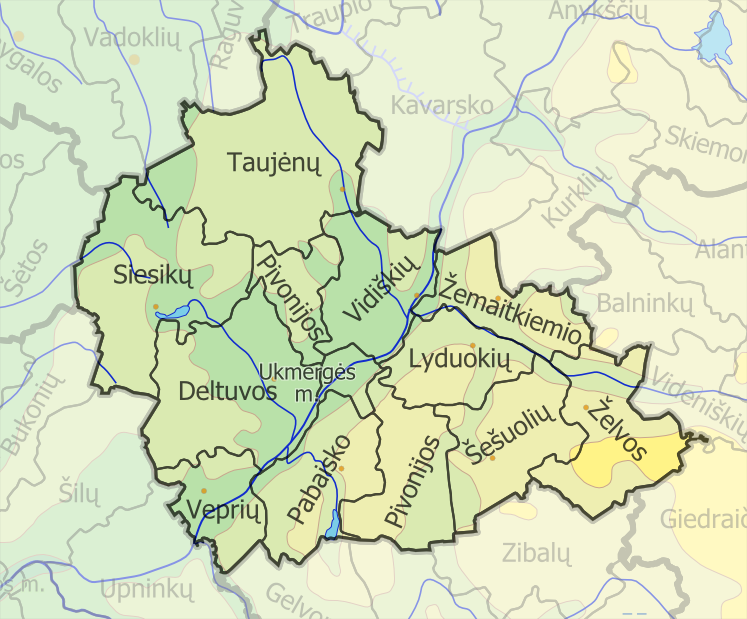
Seniūnijos de la municipalité du district d'Ukmergė